# Raviart
Raviart  è una città e sottoprefettura della Costa d'Avorio appartenente al dipartimento di Didiévi. Conta una popolazione di 17 113 abitanti (censimento 2014).